# Adelaide Kane
Adelaide Victoria Kane (Perth, 9 de agosto de 1990) é uma atriz australiana. Ela é mais conhecida por seu papel como Mary Stuart em Reign, Tenaya 7 em Power Rangers RPM e Zoey Sandin em The Purge onde atua junto de Ethan Hawke e Lena Headey. Ela também participou da terceira temporada de Teen Wolf como Cora Hale, irmã de Derek Hale. Ela também interpretou Drizella/Ivy na sétima temporada da série Once Upon a Time, da ABC.Ela interpretará Kriss na adaptação da trilogia “The Selection” da Netflix. 

## Carreira
Adelaide foi escolhida para se unir ao elenco de Neighbours como Lolly Allen depois de entrar numa competição pela Dolly Magazine em 2006. A ela foi dado um contrato de três meses com o show, então deixou sua classe em St Hilda's Anglican School for Girls para se mudar para Melbourne, onde Neighbours é produzido. Em dezembro de 2006, Kane anunciou que estaria deixando o show depois que seu contrato não foi renovado. Na época do anúncio, Kane ainda não tinha aparecido como Lolly.
De março a dezembro de 2009, Kane retratou Tenaya em Power Rangers RPM, parte da longa franquia dos Power Rangers. Em abril de 2010, Kane estrelou no filme televisivo Secrets of the Mountain da NBC. Também em 2010, Kane estrelou na web série Pretty Tough.
Em novembro de 2012, foi anunciado que a Adelaide Kane se juntou ao elenco da terceira temporada de Teen Wolf, exibida pela MTV dos Estados Unidos, para interpretar a nascida lobisomem beta Cora Hale, a irmã caçula de Derek Hale (interpretado por Tyler Hoechlin), essa terceira temporada foi exibida em 2013.
Em fevereiro de 2013, Kane foi escalada para interpretar a Rainha Mary, Rainha da Escócia na série de drama da The CW, chamada "Reign". Durante o hiatus de Reign, Adelaide continuou trabalhando. Em 2014, ela participou do filme "Devil's Hand". Ainda em 2015, Kane estrelou o curta-metragem "Realm". Já em 2017, Adelaide participou no filme "Can't Buy My Love" ao atuar como a personagem Lily Springer; e também entrou para o elenco da sétima temporada da série de televisão "Once Upon a Time" da rede American Broadcasting Company. 

## Vida pessoal
Sendo australiana, a Adelaide Kane nasceu na cidade de Perth, a capital e maior cidade do estado australiano da Austrália Ocidental. Ela tem ascendência escocesa pelo lado materno. Adelaide tem um irmão caçula chamado William Kane (nascido em 1993). Em meados de 1997, os pais de divorciaram-se quando Adelaide tinha apenas 7 anos de idade e o seu irmão tinha 4 anos de idade; o que acabou fazendo com que Adelaide e o seu irmão fossem criados pela mãe.

### Relacionamentos
No ano de 2011, a Adelaide conheceu o ator estadunidense Connor Paolo, com quem teve um relacionamento que durou aproximadamente dois anos; e durou entre 2011 até meados de 2013. Os dois realizaram um ensaio fotográfico para a Tyler Shields e apareceram juntos em vários eventos públicos.
Também em meados de 2013, enquanto gravava a terceira temporada da série de televisão Teen Wolf da MTV, a Adelaide se envolveu em um breve relacionamento romântico com o ator Ian Bohen.
No final de 2014, Kane conheceu o ator Sean Teale, com quem teve um relacionamento de quase um ano de duração. Os dois se conheceram nos bastidores da segunda temporada da série de televisão Reign da The CW, e a relação começou em meados Dezembro de 2014 e chegou ao fim em meados Outubro de 2015.
Em meados de Abril/Maio de 2017, a Adelaide Kane começou a namorar o empresário Joey Pauline; os dois se conheceram no final do ano de 2016, graças a uma amiga em comum dos dois. Eles terminaram em junho de 2019, após mais de dois anos juntos.
Em julho de 2019, Adelaide Kane namorou com o ator Jacques Colimon, a co-estrela da série de televisão Into the dark, exibida no Hulu, o relacionamento chegou ao fim em meados do fim de 2020. 
No inicio de 2021, Adelaide Kane, assumiu sua bissexualidade por meio das redes sociais. Assumiu em abril deste mesmo ano, o namoro com a modelo holandesa Marthe Woertman.

## Curiosidades
Devido a ter se tornado uma das novas personagens queridas do público, a princípio a sua personagem "Cora Hale", seguiria na trama da série de televisão de Teen Wolf, exibida pela rede MTV, e se tornaria o interesse romântico de "Stiles Stilinski" (interpretado por Dylan O'Brien), que é um dos protagonistas principais da história. Os dois personagens (em questão: Cora e Stiles) inclusive tiveram diversas interações juntos de consideráveis implicâncias durante os episódios que Adelaide participou na terceira temporada.
Os planos foram alterados quando a Adelaide Kane foi aprovada como atriz estrela da série de televisão "Reign" da The CW, e isso fez com que a história de "Cora Hale" fosse reformulada, e foi explicado que "Cora Hale" voltou para a América do Sul para a sua própria segurança.

## Filmografia

### Filmes
| Ano  | Título                  | Papel            | Notas               |
| ---- | ----------------------- | ---------------- | ------------------- |
| 2010 | Secrets of the Mountain | Jade Ann James   | Telefilme           |
| 2012 | Goats                   | Aubrey           |                     |
| 2012 | Donner Pass             | Nicole           |                     |
| 2013 | The Purge               | Zoey Sandin      | Principal           |
| 2013 | The Devil's Rapture     | Ruth             | Papel de apoio      |
| 2013 | A Letter Home           | Emily Feldman    | Curto filme         |
| 2013 | Louder Than Words       | Stephanie Fareri |                     |
| 2013 | Blood Punch             | Nabiki           |                     |
| 2014 | Devil's Hands           | Ruth             |                     |
| 2015 | Realm                   | Claire Daniels   | Curto filme         |
| 2016 | The Big Grab            | Jilly            | Telefilme           |
| 2017 | Can't Buy My Love       | Lilly Springer   | Telefilme           |
| 2018 | Acquainted              | Cheri            | Produtora Executiva |

### Televisão
| Ano       | Título            | Papel                   | Notas                    |
| --------- | ----------------- | ----------------------- | ------------------------ |
| 2007      | Neighbours        | Lolly Allen             |                          |
| 2009      | Power Rangers RPM | Tenaya 7/Tenaya 15      | Principal                |
| 2010      | Pretty Tough      | Charlie                 | Web série                |
| 2013      | Teen Wolf         | Cora Hale               | Recorrente; 3ª temporada |
| 2013-2017 | Reign             | Mary, Rainha da Escócia | Papel principal          |
| 2017-2018 | Once Upon a Time  | Drizella/Ivy            | Papel recorrente         |
| 2019      | Seal Team         | Rebecca                 | Papel recorrente         |